# دیسپلازی

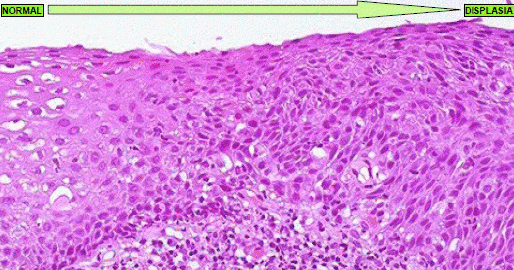
مقایسه سلول‌های سالم و سلول‌های دچار دیسپلازیا در بافت دهانه رحم

دُش‌رویش یا دیسپلازی (به انگلیسی: Dysplasia) در آسیب‌شناسی به مفهوم رشد و تقسیم سلولی خارج از حالت نرمال است. این رشد و گسترش در سلول‌های غیربالغ رخ می‌دهد و در نتیجه هم‌زمان با رشد سلول، این رشد و گسترش غیرطبیعی باعث می‌شود که در سلول‌های بالغ شده یک بافت غیرطبیعی به‌وجود آید. در دیسپلازی میتوز افزایش می‌یابد و هسته غیرمنظم می‌شود. دیسپلازی در اثر اشعه یا التهاب مزمن به وجود می‌آید. گاهی قابل برگشت است و گاهی نیز به تغییرات نئوپلاستیک غیرقابل برگشت تبدیل می‌شود و ممکن است با هیپرپلازی و متاپلازی باشد

## دیسپلازی دهانهٔ‌رحم
دش‌رویش دهانه رحم همان تغییرات غیرطبیعی در سلول‌های دهانه رحم است. معمولاً تست پاپ اسمیر که از سلول‌های دهانه رحم برداشته می‌شود وزیر میکروسکوپ بررسی می‌شود دیسپلازیای دهانه رحم و سرطان دهانه رحم هر دو را مشخص می‌کند. دیسپلازیای دهانه رحم سرطان نیست. یک تغییر پیش سرطانی است که در صورت عدم درمان ممکن است به سرطان تبدیل شود.
دیسپلازیای دهانه رحم به صورت زیرهم تعریف می‌شود:
- SIL (ضایعه داخلی بافت پوششی (اپتیلیوم) سنگفرشی[۲]).
- CIN (نئوپلازی داخل بافت پوششی دهانه رحم).

پیشرفته‌ترین شکل CIN در واقع ابتدایی‌ترین شکل سرطان است.

## درمان
دش‌رویش خیلی شایع است و می‌توان به آسانی آن را درمان نمود و نباید شما را نگران کند.
درمان‌ها ممکن است شامل موارد زیر باشد.
- جراحی با لیزر
- جراحی الکتریکی (نام دیگر آن LLETZ یا LEEP هم می‌باشد)
- سرمادرمانی (کرایوتراپی)
- جراحی

## فهرست مرتبط
هایپرپلازی
متاپلازی
لوکوپلاکی